# Corymorpha palma
Corymorpha palma is een hydroïdpoliep uit de familie Corymorphidae. De poliep komt uit het geslacht Corymorpha. Corymorpha palma werd in 1902 voor het eerst wetenschappelijk beschreven door Torrey. 